# Pëtr Rumjancev-Zadunajskij
Pëtr Aleksandrovič Rumjancev-Zadunajskij (in russo Пётр Александрович Румянцев-Задунайский?; Mosca, 4 gennaio 1725 – Tašan', 8 dicembre 1796) è stato un feldmaresciallo dell'esercito imperiale russo.

## Biografia

### Origini
Il conte Rumjancev fu battezzato alla nascita con il nome dello zar Pietro il Grande. Il padre era il generale Aleksandr Ivanovič Rumjancev (1680 – 1749), che nel 1743 fu elevato al rango di conte dalla regina Elisabetta di Russia. Poiché la madre, contessa Marija Andreevna Matveeva (figlia di Andrej Artamonovič Matveev), aveva trascorso moltо tempo in compagnia dello zar Pietro, sorsero voci che egli fosse figlio naturale dello zar.

### La guerra dei sette anni
Egli prestò inizialmente servizio nell'esercito russo sotto il comando del padre nella guerra russo-svedese (1741-1743) e fu lui che guidò l'ambasciata della zarina nella stesura del trattato di pace ed in conseguenza fu promosso al grado di colonnello. Egli raggiunse tuttavia la sua fama nel corso della guerra dei sette anni, precisamente nelle battaglie di Gross-Jägersdorf (1757) e di Kunersdorf (1759), durante le quali comandò il centro dello schieramento russo. Nel 1761 assediò e occupò la fortezza di Kolberg, aprendo così all'esercito russo la strada di Berlino.

### Governatore dell'Ucraina
Durante il regno della zarina Caterina II di Russia Rumjancev fu governatore dell'Ucraina, una carica che già aveva ricoperto suo padre. Egli fece di tutto per liquidare l'autonomia degli atamani ed incorporare stabilmente i loro territori nel regno russo.

### La prima guerra russo-ottomana (1768– 1774)
Nel 1770, dopo lo scoppio della Guerra russo-turca, Rumjancev ottenne il comando supremo dell'esercito russo. Il 28 giugno di quell'anno egli sconfisse una forza militare turca di 20.000 uomini non lontano da Rjabaja Mogila (Рябая могила), il giorno 7 luglio riportò presso il fiume Larga una vittoria decisiva sugli 80.000 uomini dell'esercito tartaro e il 31 luglio, con soli 17000 effettivi sconfisse l'esercito turco, forte di 150000 soldati, comandato dal Gran Visir. Il 21 luglio 1774 concluse la pace di Küçük Kaynarca. Per le sue vittorie fu insignito del titolo di Zadunajskij ("colui che ha oltrepassato il Danubio") e ricevette dalla zarina Caterina il titolo di feldmaresciallo oltre ad un regalo di 5000 anime (servi della gleba).
A questo punto Rumjancev giunse all'apice della carriera come comandante di campagna militare.
Ciò significava che altri generali, in particolare il generale Grigorij Aleksandrovič Potëmkin, erano così gelosi della sua fama, che cercarono con ogni mezzo di impedirgli di ottenere nuovamente un comando indipendente.

### La seconda guerra russo-ottomana (1787– 1792)
Durante la seconda guerra russo-turca Rumjancev sospettò che il principe Potëmkin avesse intenzionalmente trattenuto i rifornimenti necessari alla sua armata e rinunciò quindi al comando dell'armata. È vero che nella campagna di Polonia del 1794 gli fu rinnovato il comando supremo ma le truppe furono condotte alla battaglia dal suo rivale, il generale Aleksandr Vasil'evič Suvorov. Ritiratosi a Tašan' (governatorato di Poltava, Ucraina), che egli aveva trasformato in fortezza, morì pochi mesi dopo la zarina Caterina.
La sua biografia fu scritta da Sasonov (Mosca 1803, 4 voll.) e da Pavel Vasil'evič Čičagov (San Pietroburgo 1849).

## Matrimonio
Nel 1748 sposò la principessa Ekaterina Michajlovna Golicyna (1724-1779), figlia del maresciallo Michail Michajlovič Golicyn e di Tat'jana Pugačëva. Ebbero tre figli:
- Michail Petrovič (1751-1811)
- Nikolaj Petrovič (1754-1826)
- Sergej Petrovič (1755-1838)

## Opere
Rumjancev redasse numerose opere sul moderno modo di condurre una guerra e su argomenti militari, che furono alla base della riorganizzazione dell'esercito russo da parte di Potëmkin.